# Guerra de Trípoli
Guerra de Trípoli ou Primeira Guerra Berberesca (1801–1805, também conhecida em inglês como First Barbary War, Tripolitan War ou Barbary Coast War), foi uma guerra travada entre os Estados Unidos e a Berbéria.
Foi a primeira de duas Guerras da Berberes, nas quais os Estados Unidos e a Suécia lutaram contra os quatro estados norte-africanos conhecidos coletivamente como "Estados Barberes". Três deles eram autônomos, mas nominalmente províncias do Império Otomano: Trípoli, Argel e Túnis. O quarto era o Sultanato independente do Marrocos. 
A causa da participação dos EUA foram os piratas da Barbária apreendendo navios mercantes estadunidenses e mantendo as tripulações para solicitar resgate, exigindo que os EUA prestassem homenagem aos governantes da Barbária. O presidente dos Estados Unidos, Thomas Jefferson, recusou-se a pagar essa homenagem. A Suécia estava em guerra com os tripolitanos desde 1800.

## Literatura
- Adams, Henry Brooks (1986), History of the United States of America During the Administrations of Thomas Jefferson Library of America ed.  (publicado em 1891)
- Boot, Max (2003). The Savage Wars of Peace: Small Wars and the Rise of American Power. New York: Basic Books. ISBN 046500721X. 2004695066
- Daugherty, Leo J. (2009). The Marine Corps and the State Department: enduring partners in United States foreign policy, 1798-2007. [S.l.]: McFarland. ISBN 978-0-7864-3796-2
- De Kay, James Tertius (2004), A Rage for Glory: The Life of Commodore Stephen Decatur, USN, Free Press
- Lambert, Frank (2005), The Barbary Wars: American Independence in the Atlantic World, ISBN 978-0-8090-9533-9, New York: Hill and Wang
- Oren, Michael B. (2007), Power, Faith, and Fantasy: The United States in the Middle East, 1776 to 2006, ISBN 978-0-393-33030-4, New York: W.W. Norton & Co
- Smethurst, David (2006), Tripoli: The United States' First War on Terror, New York: Presidio Press
- Toll, Ian W. (2006), Six Frigates: The Epic History of the Founding of the U.S. Navy, ISBN 978-0-393-05847-5, W. W. Norton
- Wheelan, Joseph (2003), Jefferson's War: America's First War on Terror, 1801–1805, New York: Carroll & Graf
- Zacks, Richard (2005), The Pirate Coast: Thomas Jefferson, the First Marines, and the Secret Mission of 1805, New York: Hyperion